# Османско освајање Балканског полуострва
Док су српски средњовековни владари стварали велику државу, која је по плану Душана требало да замени Византију, на Балканско полуострво су дошли Турци, као Кантакузинови савезници против цара Јована. У Босни је владао Твртко, у другој половини XVI века, желео је да створи државу где би Босна била средиште српско-хрватске државе. Турци су већ освојили неке државе Балкана, такође је сломљена Лазарева држава.

## Формирање турске државе
Вековима пре доласка Турака на Балкан, они су формирали заједницу на тлу Мале Азије. Византија није ништа предузимала против образовања турске етничке целине. Напротив, то племе је било потребно Византији, јер су они давали велики контингент војсци. За време владавине Сарацена Турци су примили ислам. После тога је дошло до стварања веће заједнице, која је Византија у више махова покушала да спречи, али увек без успеха. Паралелно са развијањем српске средњовековне државе, развијала се и турска држава у Малој Азији. Одлично организована, са добром извежбаном и дисциплинованом војском турска држава у XIII веку је стално напредовала и освајала.

## Освајање Византије
Већ век касније је турска држава већ била сила првог реда и претила је Византији. Веома ослабљена Византија је морала да тражи помоћ од Милутина, који је слао српску војску у борбу против Турака. За време грађанског рата у Византији, Турци су више пута упадали на Балканско полуострво и пљачкали. Они су се у пар наврата сукобили са српском војском. На западу је уочена опасност од турске државе и почеле су да се формирају лиге против ње. Били су преговори да се крене у крсташки рат против њих. На Балкану се та опасност није уочавала, али је Душан тражио савезника у папи у борби против Турака. За време владавине Душана, Турци су освојили Галипољ (1354), који је услед земљотреса било немогуће одбранити. Освајањем Галипоља они су основали своју државу у Европи. Доласком Турака решено је питање балканских народа. Византија није имала снаге да се одбрани од њих. Бугарску су растргле међусобне расправе и растројство је предузимало маха. Рашка је почела да се распада, а иста је судбина задесила и Босну. Турци су, за време Уроша Нејаког, освајали Балкан и ширили границе на рачун Византије и Бугарске. 1363. Године султан Мурат I премешта престоницу у Једрен. То је показатељ да су Турци сматрали да је Европа њихова.

## Маричка битка
Турци су изненада напали Угљешину државу. Његов брат, Вукашин и Вукашинов син су кренули у помоћ Ђурђу Балшићу, а кад су чули да су Турци напали Угљешу, окренули су се и вратили се у помоћ. На Марици, 26. септембра 1371. је дошло до одлучујуће битке. Турци су те ноћи изненада напали. Краљ Вукашин је погинуо, а Марко је постао турски вазал. Битка на Марици је једна од најзначајнијих догађаја у историји Балканског полуострва; њоме је дефинисана турска владавина на Балканском полуострву. Сви покушаји да се Турци протерају са Балкана су били неуспешни. После Маричке битке, покрајине југоисточно од Шар-планине су постале турски вазали, то је значило да су морале да плаћају порез и да ратују на турској страни.

## Србија
После смрти Уроша Нејаког крајеви северно су остали без законитог владара. Царство је било подељено: Марко је владао Македонијом, кнез Лазар Копаоником, Шаром и Јастрепцем, Вук Бранковић у Дреници и на Косову, Балшићи у Зети, Никола Алтомановић на Руднику и Златибору. Географски је највећи део припао кнезу Лазару. Вук Бранковић се оженио Лазаревом ћерком, који је 1374. год у савезу са Твртком разбио Николу Алтомановића и узео део његове државе. Лазар је српску државу ширио све до Призрена, Хвосна и Будимља. У то доба су Турци упадали на југу Балкана, те је Лазар преместио престоницу у Крушевац. Лазарове војводе Цреп и Витомир су успели да победе Турке 25. децембра 1380. год. Али 1385 год, на позив Карла Топија, Турци нападају Балшиће и било је само питање времена када ће да нападну Лазареву државу. 1386. год Турци су освојили Ниш и чешће су почели да пљачкају Лазареву државу. Две године касније Турци су успели да продру у Босну. Код Билеће је дошло до битке коју су Турци изгубили, али та битка није могла да заустави њихов даљи продор у Босну.

## Косовски бој
Кнез Лазар и многе истакнуте српске велможе су учествовале у боју на Косову 28. јуна 1389. год. У почетку је српско десно крило напредовало. Због тога се сматрало да су Срби победили, гласници су послати да обавесте Твртка, тако су обавештене неке земље и на западу. Али, Бајазит је ударио на српско десно крило и разбио га. За време битке је убијен султан Мурат, а кнез Лазар је заробљен и убијен. У лето 1393. године султан Бајазит је освојио бугарску престоницу, Трново. Опсада Трнова означава пад бугарске државе. После пада Бугарске, многи су побегли у Лазареву државу. Један од њих је био Константин Филозоф. Пад Бугарске, Турско продирање у Босну и Србију, натерали су Угарску, краља Жигмунда, да се активира против Турака. Преговарао је са многим државама, које су му послале војску, а нарочито Француска. Десила се битка код Никопоља (1396), где су Угари изгубили, а Жигмунд се једва спасио. У Зети је, за време ропства Ђурђа Бранковића, почео грађански рат. У тај рат се уплео краљ Дабиш, а његов властелин је давао подршку Радичу Црнојевићу, који је хтео да завлада Зетом. Кад се Ђурађ ослободио ропства, успео је да завлада Скадром. И ту област је понудио Млецима, у нади да ће ако прихвате бити сигуран од Турске. Пошто је Млетачка република хтела да завлада том облашћу, она је то радо прихватила. Сигуран да Турци неће напасти, он се окренуо ка одметницима и савладао их је.

## Босна
И у Босни никако није могло доћи до мира. Хрвоје је у овај мах био најутицајнија личност и владао је у ствари у земљи. Али је било много њих, који су желели и радили да га сруше. Жигмунд се бојао његове силе, у овај мах особито због тога, што је Хрвоје, мада му се био покорио, стајао непрестано у добрим односима са Млецима, те се Жигмунд с правом бојао њихове заједничке акције. Угарски и хрватски великаши мрзели су Хрвоја због силе и угледа његова и завидели му. И Босанци су, као опозиција туђинском режиму, сада били против Хрвоја због тога, што се покорио Жигмунду и признао његову врховну власт. Једини је Сандаљ бар донекле био уз њега. Али је и њега Хрвоје отуђио од себе, кад је, док је Сандаљ (у мају 1413. год.) помогао Стевану у борби против Мусе, упао у његову државу и опљачкао неке крајеве. Стога и Сандаљ устане против Хрвоја и са осталим његовим непријатељима, изради код Жигмунда, те он Хрвоја прогласи издајником и лиши га свих части и имања (у јуну 1413. год.). Хрвоје је хтео да се одбрани код Жигмунда од оптужба својих непријатеља; кад је видео да у томе неће успети, тражио је помоћи из Млетака, наравно исто тако без успеха. Једино је успео да се измири са Остојом; њих двојицу су у овај мах заједнички интереси упућивали једно на друго. Жигмунд је у то доба био заузет хуситским питањем тако, да није могао предузети никакву акцију у Босни. Зато он пошаље у Босну против Остоје и Хрвоја Твртка II, услед чега у Босни плане грађански рат. Ратна срећа се у почетку колебала, али кад на Хрвоја пођу Јован Горјански и Јован Моровићки са великом војском, Хрвоје, видећи да им неће моћи одолети, затражи помоћ од Турака. Добивши доста војске од Турака, Хрвоје разбије угарске војводе код Добоја (у јулу 1415. год.). Али се Босна ни после овога није смирила. У то доба је погинуо, као жртва завере, војвода Павле Раденовић, те је стога плануо рат између Павлових синова, који су позвали у помоћ Турке, и Остоје, уз кога је био Сандаљ. У тој борби Турци су освојили Врхбосну и утврдили се у њој. Тај успех турски примора и Павловиће и Сандаља да признају турску врховну власт. У то умре Хрвоје (априла 1416. год.), а краљ Остоја узме његову удовицу за жену, мислећи да ће му то помоћи да се утврди на престолу. Али сви дигну против њега. Цар Мехмед покуша да измири краља и властелу, али без успеха, јер збор босанских великаша реши да ухапси Остоју. Стога Остоја побегне; идуће године, истина, поново завлада Хумом, али ускоро после тога умре (1418. год.). Док је на тај начин у Босни готово уништен утицај Жигмундов, а турски утицај све више превлађивао, дошли су и Млеци у сукоб са Турцима, због тога, што су Турци пљачкали млетачке поседе, и потукли су у великој поморској бици турску флоту код Галипоља (29. маја 1416. год.). Византијски цар Манојло је радио на томе, да омете турско-млетачке преговоре, који су после тога започети, и да, помоћу папе, покрене западну Европу против Турака. Али су у тај мах прилике за заједничку акцију биле врло неповољне. Зетски господар Балша се 1418. год. поново дигао на Млечиће и за кратко време освојио је све млетачке градове у зетском приморју, сем Скадра. Односи Млетака са Жигмундом такође нису били сређени. Да би добила слободне руке за акцију у Зети и против Угарске, Република је била приморана да склопи са Турцима мир (7. новембар 1419. год.). Ипак је Млетачка република, и после тога, била у тешком положају. Нови босански краљ, Стеван Остојић (1418-1421. год.), нудио је, истина, Млецима савез против Балше и против Жигмунда, али је Република желела да сама сузбије и савлада Балшу, у току рата са Балшом, Млечићи су, на поновљену понуду Которана, заузели њихов град (марта 1420. године), за којим су тежили и Босанци и Сандаљ, а највише Балша. Стога Балша удари на Котор, али га Млечићи одбију. Балша после тога, пошто је био већ дуже времена болестан и осећао да неће дуго живети, оде деспоту Стевану и умре код њега (28. априла 1421. год.), оставивши у наслеђе деспоту Стевану Зету и рат са Млецима.
У Босни је, после смрти Твртка II (новембра 1443. год.), изабран био за краља Стеван Томаш (1444-1461. год.), незаконити син Стевана Остоје. При његовом доласку на престо плануле су у Босни опет борбе и међусобни ратови. Под утиском угарских победа у зиму 1443-4. год., а и стога што је нека властела, која је држала са Турцима, била против њега, Томаш је пристао уз Угарску и послао краљу Владиславу у помоћ једно одељење војске. Али је његов положај био врло тежак: на њега је устао један део босанске властеле и Стеван Вукчић, а радио је против њега и Херман Циљски, који је, по уговору, требало после смрти краља Твртка II да наследи босански престо. У самој држави имали су пресудни утицај богомили, који су увек били против сваког краља и против краљевске власти уопште. У таквим приликама Томаш је морао тражити негде сигурног ослонца и помоћи. Ослонити се међутим само на Угарску, посебно на Сибињанина Јанке, који је био такмац Херману Циљском, није било доста. Стога је Томаш потражио јачег ослонца своје власти и својој држави. Папска курија је била увек готова да помаже у Босни свакога, ко је био вољан да призна папску власт. Стога се Томаш обратио на Рим за помоћ против спољних и унутрашњих непријатеља. После успешног угарско-турског рата, папска курија је радо прихватила његове предлоге и почела с њим преговоре ради прелаза у католичку веру, тим пре што се богомилска јерес у Босни у последње време опет била оснажила и раширила. Под утиском угарских победа, а у жељи да се наслони на Угарску и папску курију, Томаш је онда признао папину власт. Али је краљ Томаш после битке код Варне морао мењати своје држање. Богомили су били моћни у земљи, а херцег Стеван, као турски вазал, могао му је бити врло опасан. Стога се он, после угарског пораза, приближио херцегу Стевану и богомилима; отерао је своју прву жену и узео ћер херцега Стевана. Томаш је истина тражио да она лично пређе у католичку веру, али је, знајући колико су богомили снажни и колико имају присталица у земљи, морао да их трпи и да им попушта. Због таког његовог држања према богомилима, оптужили су га ревносни католички мисионари папској курији. На папској су курији међутим у тај мах била веома увиђавни, и прихватили су разлоге, које је краљ Томаш навео у своју одбрану. Паша је одобрио његово држање према богомилима, због тешких прилика, у којима се Босна у тај мах налазила. Папска курија је према Томашу овако поступила особито стога, што се Угарска, енергичним заузимањем неуморнога борца против Турака, Сибињанина Јанка, спремала поново на рат, па је свима стало било до тога, да не отерају босанског краља у наручје Турцима. У то је доба деспот Ђурађ, поред рата што га је у друштву са херцегом Стеваном, водио у Зети против Млетака, почео је и рат против Босне, због Сребренице, коју су му Босанци били отели. Ђурађ је у овом дуготрајном рату, који је с обе стране млитаво вођен, имао успеха, јер је одмах у почетку рата освојио Сребреницу, а 1448. год. разбио је једну босанску војску. Али је и тај рат, исто као и зетски, и после тога, настављен млитаво, без већих предузећа и важнијих догађаја. Сибињанин Јанко је опет кренуо у акцију против Турака. У јесен 1448. год. кренула је велика угарска војска на Косово, са намером да одатле пође у Албанију, где је Скендер-бег већ више година успешно војевао са Турцима. Деспот Ђурађ нашао се поново у тешком положају, као и пре четири године. Уверен да је и ово предузеће неозбиљно и да не може имати успеха, Ђурађ је одбио учешће и у овом рату. Стога је угарска војска, пролазећи кроз Ђурђеву државу, пљачкала и пустошила по њој, као у непријатељској земљи. И овог пута се показало да је деспот Ђурађ правилно ценио прилике: у великој бици на Косову (17-19. октобра 1448. год.) угарска војска је разбијена. Кад је Сибињанин Јанко, бежећи са Косова, дошао у Ђурђеву државу, буде он, по наредби Ђурђевој, ухваћен и заробљен. Мада су Турци тражили да им Јанко буде предат, Ђурађ није хтео то учинити, него га је пустио, осигуравши своју државу и лично за себе неке користи. Сибињанин Јанко међутим, и после овога пораза, није напустио мисао о борби против Турака, него је и даље неуморно радио на томе, да организује коалицију против непријатеља, који је бивао све опаснији не само за Угарску него и за целу западну Европу. Али су прилике за озбиљну акцију против Турака бивале све горе. На Балкану је, због укрштених интереса, стално трајала међусобна борба баш оних фактора, који су у првом реду били позвани да поведу акцију против заједничког непријатеља. Босна, која је иначе била растројена верским раздором, ратује у то доба готово непрестано са деспотом Ђурђем због Сребренице; Ђурађ се бори у Зети са Млецима; херцег Стеван, који се већином наслања на Турке, у готово сталној завади и са краљем Томашем и са Млецима; у један мах он покушава да изведе економску еманципацију своје државе, долази због тога у сукоб са Дубровником (1451-1454. год.) и води рат, у који су се заплели и деспот Ђурађ и Угарска и Млеци. Угарска је такође јако ослабљена страначком борбом и раздором; Сибињанин Јанко је прави господар у држави; он је међутим готово у сталној завади са деспотом Ђурђем. Млетачка република, која и у ово доба гледа наравно пре свега и у првом реду своје интересе, ратује у Зети и Албанији, и са деспотом Ђурђем и са херцегом Стеваном и са Скендер-бегом. Западне државе и народи воде међу собом отворен рат или потмулу борбу. Због укрштених интереса антагонизам је узео маха и код оних фактора, који су највише били позвани да помогну акцију за ослобођење Балканског полуострва. Потмула борба између папске курије и Млетачке републике и између Ђенове и Млетака, разривала је међусобно поверење, први услов за за сваку успешну акцију. Остале државице у Италији биле су готово у сталном међусобном рату; исто су тако и цар Фридрих III и Угарска били непрестано у завади. А Турци су стално напредовали и освајали. Велика је опасност настала за хришћане особито кад је на османски престо сео Мухамед II (1451. год.). Он је одмах желео да покори Византију и да освоји Цариград. На западу се добро знало, да би пад Цариграда био тежак удар за културу и за цело хришћанство.
У последњем тренутку ту су опасност особито увидели Млеци и папска курија, па су, покрај свих својих домаћих неприлика, почели енергично радити да помогну Цариграду. Али све је то већ било доцкан: пре него што је помоћ са запада стигла, освојили су Турци престоницу Византије (29. маја 1453. год.). Утисак овог великог догађаја био је силан. На западу су сада сви осетили, да је опасност од Турака за целу Европу врло велика, а да је пропаст држава на Балкану само још питање времена. Ђурђева држава је прва дошла на ред. Одмах идуће године после пада Цариграда (јула 1454. год.), напали су Турци на Ђурђеве покрајине. Ђурађ добија помоћ и Угарске, затим угарско-српска војска надвладава Турке код Крушевца (3. октобра), али већ идуће године Турци поново ударе на Ђурђеву државу. Том приликом нападне и босански краљ Томаш на Сребреницу, а и Млеци употребе прилику, те ударе на Ђурђеве земље у Зети, где односи још никако нису били сређени. Нападнут са више страна од непријатеља, Ђурађ је био приморан да се мири са Турцима. Он је истина овом приликом још једном успео да спасе своју државу, али су услови, под којима је добио мир, били врло тешки: уступио је Турцима све земље јужно од Мораве, обавезао се на плаћање данка и пристао да турска војска, кад ратује са Угарском, може прелазити преко његове границе. Нису у бољем положају били ни други српски крајеви. У Босни се водила борба о хрватској бановини између Томаша, херцега Стевана и Млетака; 1458. год., баш када је Мухамед са великом војском ударио на Београд, борили су се тако међу собом краљ Томаш и Херман Циљски, који је једнако тежио за босанском круном. Велика победа Сибињанина Јанка над Турцима под Београдом ¬(22. јула 1456. год.) дигла је за тренутак поуздање хришћана. Краљ Томаш је после те победе отказао Турцима данак и спремао се да зарати против њих. Али је он сам био и сувише слаб да се носи са Турцима, а помоћ није био ни од куда. У Угарској је, после смрти Сибињанина Јанка, (11. августа), започела између његове породице и породице грофова, којом је неколико година била паралисана сва државна снага. У Ђурђевој држави су после његове смрти ¬(24. децембра 1456. год.) настале такође расправе и борбе у владалачкој породици, које су деспотовину у последњим данима њенога живота још више ослабиле. Краљ Томаш се обратио за помоћ западу, надајући се, да ће му оданде моћи и хтети бар нешто учинити, Папа је истина хтео учинити нешто за Босну и објавио је Крсташки рат против Турака, али су државе и народи на западу у тај мах били заузети својим пословима и својим бригама. Сви су увиђали потребу да се нешто учини за хришћане на Балкану, али су њихови укрштени интереси и њихова неслога спречавали сваку акцију. Тако је Босна у борби са Турцима, коју је краљ Томаш изазвао, остала усамљена. Увиђајући, да на тај начин не може рачунати у борби на успех, Томаш је, после кратког отпора, учинио, под врло тешким условима, с Турцима мир (1458. год.).

## Деспотовина
Стеван је примио наслеђе Балшино и наставио рат против Млечића, који су, у време Балшине смрти, врло успешно војевали у Зети и, пре него што је деспот Стеван предузео против њих акцију, освојили били готово све зетске градове. Рат између Млетака и деспота Стевана вођен је после тога више година доста млитаво и са променљивом срећом, док није Стеванова војска под Скадром била разбијена (децембра 1422. год.). После тог пораза Стеван је морао попуштати; 12. августа 1423. год. склопљен је између Стевана и Републике мир, по коме су Млецима признати Скадар, Улцињ и Котор, а Стевану Дриваст, Бар и Будва. Али је, и после овог мира, остало доста нерешених питања, која су увек могла изазвати сукоб. Стеван је до пред крај свог живота радио на томе, да добије натраг зетско приморје, надајући се да ће доћи до сукоба између Угарске и Млетака, и да ће он тај сукоб моћи употребити да оствари своје тежње. Кад је видео да му се та нада и жеља неће испунити, он је склопи са Републиком дефинитиван мир, којим су уклоњене све несугласице (у јулу и новембру 1426. год.). Међутим Млеци су се, већ и за време рата са Балшом и са Стеваном, а особито после првог склопљеног мира са деспотом Стеваном, све више утврђивали у Далмацији. Један по један град падао је у њихове руке. У исто доба добили су они од Византинаца и Солун (14. септембра 1423. год.). У Далмацији им је сада једини противник био кнез Нелипић: он је радио на томе да сузбије млетачки утицај и да спречи њихово напредовање. Стога је Република 1423. год. понудила Твртку II савез против Нелипића. Твртко II је 1421. год. био сузбио Стевана Остојића и поново заузео босански престо, највише помоћу Сандаљевом, који је у тај мах био најважнија личност у Босни. Али кад су Твртко и Сандаљ, у договору са Млецима, хтели напасти на Нелипића, продре Радивој, син Стевана Остојића, са Турцима у Босну (у мају 1424. год.). Турски утицај у Босни био је ослабио последњих година. Стога су Турци једва дочекали прилику да се опет уплету у унутрашња босанска питања. Турска војска буде истина одбијена, али се Твртко са разлогом бојао, да се, усамљен како је био, неће моћи стално одржати против Радивоја и Турака. Стога се он, одмах после тога, измири са Жигмундом и склопи, уз велике жртве, с њим савез за одбрану од Турака (у јулу 1425. год.). По том уговору Твртко је морао не само признати врховну власт угарску, него и именовати за свога наследника у Босни угарског великаша Хермана Циљског. Али нада Тврткова, да ће на тај начин лакше водити борбу против Турака, није се испунила. Кад му је запретила опасност од Турака, Твртко је опет остао усамљен, јер је Жигмунд у тај мах био заузет хуситским ратом, па му није могао помоћи. Твртко је стога био приморан да се опет погађа с Турцима и да им попушта. Али мада је био у необично тешким приликама, Твртко ипак није хтео своје личне интересе потчинити општим интересима. Када је наиме деспот Стеван, који се (у октобру 1412. год.) био измирио са Ђурђем Вуковићем, видео, да му болест досађује и да може скоро умрети, прогласи га он, са пристанком Жигмундовим, на сабору у Сребрници (у јулу 1426. год.) за свог наследника. Због тога Мурат II удари на Стеванову државу, тврдећи да он треба да наследи Стевана, а Твртко употреби незгоду, у којој се Стеван тада налазио, и нападне на Сребрницу. Турци се међутим ускоро, због буне у Малој Азији, повуку, а и Твртко буде одбијен од Сребрнице. Када идуће године умре деспот Стеван (19. јула 1427. год.), ударе Турци на деспота Ђурђа, а Жигмунд, који је, и поред сталних расправа са Млецима, непрестано радио на образовању коалиције против Турака, и који је последњих година више пута предузимао походе против њих, заузме, ради боље одбране својих граница, а вероватно по уговору са деспотом Стеваном, Мачву с Београдом (у септембру). Голубац, који је такође требало да заузме Жигмунд, преда војвода Јеремија Турцима, који, у миру, који су одмах затим, после кратког рата, закључили са Ђурђем, задрже и Крушевац. Кад је умро Ђурђев наследник, деспот Лазар (20. јануара 1458. год.), настала је у деспотовини огорчена борба између странке, која је хтела да се помоћу Угарске води и даље борба с Турцима, - на челу те странке стајали су Лазарева жена Јелена и старији брат, слепи Стеван, - и туркофилске странке, која је доказивала, да је свака борба против Турака бесмислена, јер не може имати никаква изгледа на успех, и да се према томе свакако треба погодити с Турцима. Вођа те странке био је војвода Михаило Анђеловић. За време борбе око тог питања у последњим данима државног живота у деспотовини, Босанци су опет напали на Сребреницу и заузели је. Тако је унутрашња борба у деспотовини и рат између две српске државе, краљевине и деспотовине, у очи саме њихове пропасти, још више ослабио снагу и отпор српског народа у борби с Турцима. У Смедереву је победила странка, која је била за борбу с Турцима (у марту 1458. год.). Они, који су сада узели државне послове у деспотовини у своје руке, знали су да држави прети непосредна опасност. Стога су се решили на корак, који је необичан, јер се јавио у доба потпуног политичког растројства, када није било свести о заједничким интересима, када је било изгубљено мерило за морал у политици, када су лични и локални интереси били пречи и од најбитнијих и најважнијих интереса народних и државних. Српски дворови споразумели су се да обе српске државе, деспотовину и краљевину, споје у једну државу. Тај план је требало да буде остварен на тај начин, што ће босански престолонаследник, Стеван Томашевић, узети за жену Мару, јединицу покојнога деспота Лазара и деспотице Јелене; у мираз је Стеван имао добити деспотовину. Тако је требало да после смрти краља Томаша српска краљевина и српска деспотовина буду спојене у једну државу. Угарски краљ Матија (1458-1490. год.), син Сибињанина Јанка, одобрио је ову комбинацију.
У пролеће 1459. год. венчали су се краљевић Стеван и деспотовица Мара; онда је угарска војска ушла у Смедерево и прогласила Стевана за деспота. Али када је, ускоро после тога, султан Мухамед пошао на деспотовину, у Смедереву је надвладала туркофилска странка и Турцима је предат град (20. јуна 1459. год.). Ни један догађај, после пада Цариграда, није тако узбудио западну Европу, као заузеће Смедерева. На западу се сада опет осетило, како је велика опасност, која од Турака прети целом хришћанству и како та опасност бива све већа. Сви су увиђали колики је велики удар за хришћане пад Смедерева и пропаст деспотовине. Позвани фактори у Угарској и на папској курији кривили су за пад деспотовине босанског краља, што је због млитаве одбране Смедерева омогућио брзу и лаку победу Турцима. Али се за одбрану српских земаља није у овај мах могло ништа учинити. Западне државе биле су заузете својим бригама, папска курија исто тако. Млечићи су били већ давно, на чисто с тим, да у борби против Турака може бити успеха само ако се организује велика заједничка акција свих заинтересованих фактора, и на западу и на Балканском полуострву, па нису хтели ни улазити у мање комбинације, а краљ Матија, који је за борбу против Турака био највише заинтересован, водио је у тај мах рат са царем Фридрихом III. У таквим приликама, Турци су, после пада деспотовине, биле слободне руке. Они су сад у првом реду обратили пажњу на Босну. Видећи опасност која му прети, краљ Томаш је морао попуштати и испунити све што су Турци тражили. Тако је Томаш одмах идуће (1460) године био приморан да начини с Турцима уговор, по коме је турској војсци био допуштен пролаз кроз Босну. У исто доба су Турци напали и на херцега Стевана. Стеван је сада имао прилике да се увери, да туркофилска политика, коју је целог свог века водио, често против личних и државних и народних интереса, није донела ни њему ни његовој држави, трајне ни сигурне користи. Свеједно је било у оно доба какву ће политику водити српске династије; свака је доводила до истих резултата: Турци су освојили и оне покрајине, чији су се владаоци држали с њима, као и оне, чији су владаоци војевали против њих. Разлика је само могла бити у времену, када ће се то догодити, према успеху Турака или њихових противника. Краљ Томаш је, у опасности од Турака, опет понудио своју државу Млетачкој републици, да је она заузме и брани. Република је наравно и овог пута одбила ту понуду. Када је, ускоро после тога, краљ Томаш умро (10. јула 1461. год.), и када је на престо сео краљ Стеван Томашевић, били су босанској краљевини дани већ избројани. У исти мах су онда хтели да нападну на Босну и Турци и краљ Матија. Уз то је још и у самој држави владао раздор и међусобна борба. Краљ Стеван је видео, да му је држава на прагу пропасти. Он је у тај мах имао наду, да ће га папска курија још моћи спасити. Стога се обратио папи са молбом за помоћ. У тој својој молби, краљ Стеван Томашевић истиче, како је Босна у великој опасности и наглашује особито, како су Турци разним обећањима задобили за себе сељаке, те ови нагињу Турцима и пристају уз њих, а остављају своје господаре. Пред великом опасношћу, коју је јасно видео, краљ Стеван је био вољан да се мири са свима, са којима је био у завади, у првом реду са херцегом Стеваном, да би могао организовати отпор Турцима. И херцег Стеван је у овај мах био решен да мења политику, коју је до тада водио, јер су га Турци потискивали са свих страна. Тако су се краљ Стеван и херцег измирили и почели спремати против Турака. Папа је на краљеву молбу, послао у Босну свог легата, који је крунисао Стевана за краља (у новембру 1461. год.). Угарски краљ Матија протестовао је због Стевановог крунисања, доказујући, да Босна припада Угарској, али је папи пошло за руком да измири Матију и Стевана. Рат са Турцима постао је неизбежан. Босански емигранти, у првом реду богомилска властела, радили су на турском двору да изазову султана на рат против Босне, јер су се надали да ће, ако Турци освоје Босну, доћи до својих имања, која су им била одузета. Под утицајем тога рада и из тежње за освајањем, Турци су се почели спремати на Босну. Краљ Стеван је мислио, да новац што га даје Турцима, може сада корисније употребити на одбрану своје државе, кад већ до рата мора доћи, па је отказао данак, што га је плаћао Турској. Знајући шта га сада чека, Стеван је почео да се озбиљно спрема за рат, и тражио је помоћ са запада, али наравно није добио. У таквим приликама судбина босанске краљевине била је решена. У пролеће 1463. год. кренула је велика турска војска на Босну. Краљ Стеван био је препуштен сам себи. Готово без отпора заузимали су Турци босанске градове један за другим. Краљ се у Кључу предао; по његовој изнуђеној наредби предају се Турцима и остали градови, а он је после тога био погубљен. У исто доба ударе Турци и на Херцеговину, да покоре и свог некадашњег штићеника. Али се Херцеговина бранила, тако да је овај поход остао без успеха. После две године (1465. год.) Турци поново ударе на херцега. Они су истина и овог пута били одбијени, али је херцег Стеван на смрти (22. маја 1466. год.) видео, да је његова политика, и ако је вођена у противном правцу, донела исте резултате, као и политика државника у деспотовини и у краљевини; он је видео да и његова држава неће дуго преживети ове две српске државе, против којих је он често радио, помажући Турке, из уверења да тиме чини добро својој држави и својој династији. Турци су, после тога, 1474. год., ударили на млетачке градове у Зети, којима је притекао у помоћ зетски господар Иван Црнојевић ¬(1476. год.). Заузети после тога борбом у Влашкој (1474-1476. год.) и продирањем угарске војске у Босну и у моравску долину (1476. год.), Турци су 1447. год. поново напали на Зету, и успели су да добију Скадар (миром од 23. јануара 1479. год.) и да покоре Зету. Иван Црнојевић је после тога побегао у Италију. После две године, када су, после смрти цара Мухамеда II (3. маја 1481. год.), настале у Турској борбе око престола, Иван се вратио из Италије, дигао устанак у Зети и завладао поново својом државом. Али је он видео, да се не може надати помоћи са запада и да се борбом против Турака неће моћи одржати, па је ускоро признао турску врховну власт (1482. год.). У то доба Турци су заузели и Херцеговину. Убрзо после тога Иван је дошао у сукоб са Млецима. Ослањајући се на Турке, према којима је увек био лојалан, он је хтео да се освети својим старим заштитницима, што су му, при повратку на престо, одрекли на помоћ и предали га на милост и немилост Турцима, и што су Зету економски сувише експлоатисали. После Иванове смрти (1490. год.) његов син Ђурађ дошао је у сукоб са својим братом Стеваном (1495. год.), можда због учешћа у акцији, што је француски краљ Карло VIII, освојио 1495. год. напуљску краљевину, хтео да крене против Турака. Компромитован у тој ствари, Ђурађ је морао напустити Зету, коју је после тога добио на управу Стеван (1496. год.). Али је и он убрзо пао у немилост код Турака. Када је 1499. год. дошло до сукоба између Турске и Млетака, Ђурађ је после многих авантура отишао у Цариград где је био добро примљен, потом се потурчио и добио је имање у Анадолу. Зета је онда спојена са скадарским санџаком. Тиме су Турци освојили и последњу српску државу. Тако су Турци крајем XV века завладали свим српским земљама. Млетачка република држала је само још нешто српских земаља у приморју, а Угарска неке крајеве око Београда и у северној Босни.

### Дубровник
У то доба су Дубровчани завршили погодбе са босанском властелом ради куповине Конавала. Куповином те области довршено је ширење дубровачке територије и утврђене су сталне границе дубровачке, које се после тога нису мењале све до пропасти Републике. После губитка Београда, Голупца, Ниша и Крушевца деспоту Ђорђу није остао ни један знатнији град; стога он, за одбрану земље и за своју одбрану, сазида 1430. год., на излазу моравске долине у Дунав, град Смедерево. Смедерево је било врло важна стратешка тачка у борби против продирања турског на север. У то доба освојили су Турци (13. марта 1430. год.) од Млетака Солун, и због тога је деспот Ђурађ са још већим напором почео спремати своју државу за борбу против Турака. У Босни је међутим и даље владала анархија. Краљ Твртко је заратио био опет на Нелипића (у августу 1430. год.), али је морао убрзо поћи на југ, где је војвода Радослав Павловић био ударио на Дубровник. Дубровнику је међутим пошло за руком да задобије у савез против Радослава Сандаља и краља Твртка, јер је њима обојици ишло у рачун да Радослав што више ослаби. Твртко, међутим, ускоро иступи из савеза, али његовим посредовањем дође до мира између Радослава и Дубровника (25. октобра 1432. год.).

## Мир у Сегедину
У великој кризи, у којој се српски народ у то доба налазио, српски државници изгубили су били сваки осећај за опште интересе. Српски династи били су у то доба стално и без размишљања готови да и најважније опште интересе жртвују личним, локалним и тренутним интересима. У то доба силног турског напретка у свима правцима, када је требало покренути велику, озбиљну акцију против њих, у западној Европи владало је свуда растројство, у Италији су се биле и кривиле и државе и вароши међу собом, у католичкој цркви борба између папе и либералних елемената све је више узимала маха, код Срба су се поједине државе и династе кривиле међу собом, и српске су се земље биле стално поприште борбе, и међусобне и са непријатељем. Свако мерило било је изгубљено; Ђурђева држава и Босна ратовале су готово непрестано међу собом због Сребрнице, претендент на босански престо, Радивој, упао је са Турцима у Босну, да протера Твртка, а потпуну су политичку незрелост показали деспот Ђурађ и Сандаљ Хранић, кад су купили од султана Босну, па ударили на Твртка и протерали га из земље (1433. год.) да је међу собом поделе. У Босни је због свега тога почео грађански рат и овладала је потпуна анархија. Хаотичне прилике у српским земљама ишле су наравно на руку Турцима. После смрти Сандаљеве и Нелипићеве (1435. год.) Турци продру у Босну и утврде се опет у Врхбосни, а у исто доба нападну преко Влашке на Ердељ (1436. год.). Угарска војска пређе на Дунав и продре до Крушевца, и при повратку разбије код Смедерева једну турску војску, која је била пошла да јој одсече одступницу. Али је све то хришћанима донело мало користи. Кад је умро краљ Жигмунд (9. децембар 1437. год.), у Угарској настају борбе, а антагонизам између Немаца и Мађара тако узме маха, да су те међусобне борбе и разне унутрашње кризе паралисале сву државну снагу, те Жигмундов наследник Алберт (1437-1439 год.) није, покрај све добре воље и напора, био у стању покренути акцију против Турака.
Видећи растројство и слабост код оних, који би могли да му се одупру, султан Мурат II, за кога је Ђурађ био удао своју млађу кћер Мару (1435. год.), затражи да му се преда Смедерево (1438. год.). Ђурађ наравно није могао испунити овај захтев, те Турци са великом војском ударе на Ђурђеву државу. Угарска му није могла помоћи, јер је тамо владао хаос, а Ђурађ је сâм био сувише слаб, да се са успехом бори против Турака. Јужни делови деспотовине су истина успешно одбијали нападе турске војске, али то није ништа помогло : Смедерево је брзо било приморано на предају (18. августа 1439. год.). Деспот Ђурађ је са својом породицом, већ пре тога, био побегао у Угарску, да тражи тамо помоћ против Турака. Али су у Угарској прилике за акцију биле врло неповољне, јер је после смрти Алберта (27. октобра 1439. год.) настала борба за престо између његове удовице Јелисавете, која је хтела да сачува круну свом сину Владиславу Посмрчету, и Владислава, краља пољског, кога је један део угарских великаша био изабрао за краља. Кад је видео да због борбе око престола, која је заузела сву пажњу, нема од Угарске шта да очекује, Ђурађ оде у зетско приморје (у јулу 1440. год.), да оданде брани остатке своје државе на југу. Али је положај и тих крајева био врло тежак; после јуначке одбране пало је Ново Брдо (27. јуна 1441. год.), а затим и остали градови, тако да се још само Зета држала. У исто доба ударили су Турци и на Босну. Краљ Твртко, који је показивао вољу да се отргне од турског утицаја, био је у тако очајном положају, да је своју државу понудио Млетачкој републици, да је она заузме и брани од Турака (јануара 1441. год.). Турци су у то доба нападали и продирали према Угарској у два правца, преко покорене Ђурђеве државе и преко Влашке у Ердељ. У Угарској се, због све тежег положаја у који је држава долазила, све више осећала потреба једне велике, озбиљне акције против Турака; ту идеју је помагала и папска курија. Али је извођење тог плана ишло врло тешко и споро, јер су се интереси најважнијих фактора у Европи често сукобљавали, али готово сваки од њих имао је и на дому доста брига и неприлика. После неколико победа над Турцима, што их је, особито 1442. год., извојевао у Ердељу Сибињанин Јанко, осећало се да и у Угарској и у Европи има доста воље за рат против Турака. Ипак је припремање акције ишло споро и са натегом. Напорима Сибињанина Јанка и деспота Ђурђа једва је, после великих тешкоћа, пошло за руком, да савладају сметње и да спреме велики поход на Турке. Како је султан у тај мах био заузет савлађивањем устанка у Малој Азији, угарска војска продре чак до Софије (почетком децембра 1443. год.), потукавши неколико пута турску војску. Кад је дошла зима, хришћанска војска се повуче, у намери да на пролеће настави рат.
Султан понуди међутим краљу Владиславу врло повољан мир. Посредовањем деспота Ђурђа, буде онда у Сегедину закључен мир између Турске и Угарске на десет година (крајем јула 1444. год.). Тим миром добио је деспот Ђурађ натраг своју државу. Јавно мњење у Угарској и народи на западу, а особито папска курија, били су врло незадовољни, што је овај и овакав мир закључен. Сви су се, после великих победа хришћанске војске, не познавајући прилике у Турској и на Балканском полуострву, заносили фантастичном идејом о протеривању Турака из Европе, уверени да ће се то лако моћи остварити, те су наваљивали да се рат настави. Људи, који су боље познавали прилике, узалуд су доказивали, да не треба кршити закључен мир, и да је за успешну борбу против Турака и њихово протеривање из Европе потребна већа и озбиљнија акција. Вест, да је хришћанска флота стигла у Галипољ, која ће спречити Турцима прелаз у Европу, и енергична акција папског нунција Цезаринија, који је врло живо радио и на организацији прошлогодишње експедиције и који се у Сегедину енергично заузимао, да се не закључује мир са Турцима, учинили су, да је у Угарској надвладала странка, која је била за раскидање закљученог уговора и за наставак рата (у пролеће 1444. год.). Цезарини је онда разбио и последњу сумњу краља Владислава, разрешивши га, у име папино, заклетве, коју је био положио при закључку сегединског мира. Деспот Ђурађ, који је одмах после закључка мира отишао да прими своју државу, нашао се сада у врло незгодном положају. Он је вероватно већ и иначе знао, а у прошлом походу је јасно видео, да Угарска неће ни моћи ни хтети повести против Турака озбиљну акцију и у великом стилу, која би могла рачунати на трајни успех. Деспот Ђурађ је у осталом био уверен, да је Угарска сама, и покрај најбоље воље, и сувише слаба за такву акцију. Последњих година, кад је као изгнаник живео ван своје државе, Ђурађ је добро упознао прилике, и у Угарској и на западу. Он је видео, да је запад тако поцепан посебним укрштеним интересима, да ће до заједничке акције против Турака тешко доћи, а једино би заједничка акција могла извести оно, за чим се тежило, једино би се тако могло доћи до створених и трајних резултата. Стога је деспот Ђурађ свом снагом радио на томе, да се на сабору у Сегедину приме понуђени услови за мир, јер је био уверен да се примањем тих услова добија највише од онога, што се уопште може добити. Из истих разлога он је био и против кршења већ утврђеног мира. Кад је уговор ипак био раскинут и погажен, он је имао да се реши, или да пође са Угарском против Турака или да остане неутралан. Уверен, да је поступак угарских државника лакомислен и да цело ово подузеће не може имати успеха, а заморен изгнанством и истрошен спремањем за последњи рат, - Ђурађ се решио за ово последње. Догађаји су показали да је деспот Ђурађ имао право што је тако поступио: у бици код Варне угарска војска била је сатрвена (10. новембра 1444. год.). Када је, после сегединског мира, добио натраг своју државу, деспот Ђурађ је, одмах по свом повратку, прегао да уреди све што је било потребно и да врати својој држави све што јој је отето у доба, када су је Турци освајали и држали. Он се измирио са Стеваном Вукчићем, али је дошао, због Зете, у сукоб са Млетачком републиком. Млечићи су, после угарског пораза на Варни, радили на томе, да се измире са Турцима, а кад су дошли у сукоб са Ђурђем, измирили су се са херцегом Стеваном, са којим су већ дуже време били у рату (1445. год.). Мир је међутим и херцегу Стевану сада био потребан, јер је опет био заузет приликама у Босни.